# Svjetska prvenstva u veslanju
Svjetska prvenstva u veslanju su službena međunarodna natjecanja u veslačkom sportu koje organizira FISA - Međunarodna veslačka federacija. Ova se prvenstva održavaju jednom godišnje, a u neolimpijskim godinama najjače su veslačko natjecanje. Najčešće se ova prvenstva priređuju u kolovozu ili rujnu.

## Kratka povijest svjetskih prvenstava u veslanju
Prvo Svjetsko prvenstvo u veslanju je održano 1962. godine u Luzernu, u Švicarskoj. Nakon toga se održavalo svake četiri godine sve do 1974. godine od kada se održava jednom godišnje. Te su godine također u program natjecanja uključene disicpline za žene, te discipline za lake veslače. Discipline za lake veslačice su uključene u program 1985. godine.
Od 1996. godine se u olimpijskim godinama Svjetsko prvenstvo u veslanju odvija u isto vrijeme kada i Svjetsko prvenstvo u veslanju za juniore. 2002. godine u program su uključene i paraolimpijske discipline u tri kategorije: LTA (ruke/trup/noge), TA (ruke/trup) i A (ruke).

## Discipline
FISA svjetska prvenstva u veslanju službeno sadrže 23 discipline u neolimpijskim godinama. U olimpijskim godinama se 14 olimpijskih disciplina ne pojavljuju u programu Svjetskih prvenstava, te je tada na SP program bitno kraći jer se pretpostavlja da se svi vrhunski veslači pripremaju prije svega za Olimpijske igre.
Sljedeća tablica prikazuje sve veslačke discipline na SP. S oznakom OI su označene olimpijske discipline, a s oznakom SP tzv. neolimpijske discipline.
| Disciplina | Disciplina             | Muški | Laki veslači | Žene | Lake veslačice |
| ---------- | ---------------------- | ----- | ------------ | ---- | -------------- |
| 1x         | Samac                  | OI    | SP           | OI   | SP             |
| 2x         | Dvojac na pariće       | OI    | OI           | OI   | OI             |
| 2-         | Dvojac bez kormilara   | OI    | SP           | OI   | -              |
| 2+         | Dvojac s kormilarom    | SP    | -            | -    | -              |
| 4x         | Četverac na pariće     | OI    | SP           | OI   | SP             |
| 4-         | Četverac bez kormilara | OI    | OI           | SP   | -              |
| 4+         | Četverac s kormilarom  | SP    | -            | -    | -              |
| 8+         | Osmerac                | OI    | SP           | OI   | -              |

## Svjetska prvenstva u veslanju
Prvo svjetsko prvenstvo održano je 1962. godine na Rotsee u švicarskom Luzernu. Do 1974. godine, Svjetsko prvenstvo se održavalo svake četiri godine, a potom svake godine. U olimpijskim godinama takmičenja su se održavala u samo neolimpijskim klasama, te zbog zbog malog broja sudionika održavaju se zajedno s juniorskim svjetskim prvenstvom.
| Godina | Grad domaćin        | Država domaćin               | Napomena                   |
| ------ | ------------------- | ---------------------------- | -------------------------- |
| 1962.  | Luzern              | Švicarska                    |                            |
| 1966.  | Bled                | Jugoslavija, danas Slovenija |                            |
| 1970.  | St. Catharines      | Kanada                       |                            |
| 1974.  | Luzern              | Švicarska                    |                            |
| 1975.  | Nottingham          | Ujedinjeno Kraljevstvo       |                            |
| 1976   | Villach             | Austrija                     | SP u neolimpijskim klasama |
| 1977.  | Amsterdam           | Nizozemska                   |                            |
| 1978.  | Hamilton            | Novi Zeland                  |                            |
| 1979.  | Bled                | Jugoslavija, danas Slovenija |                            |
| 1980.  | Mechelen            | Belgija                      | SP u neolimpijskim klasama |
| 1981.  | München             | Njemačka                     |                            |
| 1982.  | Luzern              | Švicarska                    |                            |
| 1983.  | Duisburg            | Njemačka                     |                            |
| 1984.  | Montreal            | Kanada                       | SP u neolimpijskim klasama |
| 1985.  | Mechelen            | Belgija                      |                            |
| 1986.  | Nottingham          | Ujedinjeno Kraljevstvo       |                            |
| 1987.  | Copenhagen          | Danska                       |                            |
| 1988.  | Milano              | Italija                      | SP u neolimpijskim klasama |
| 1989.  | Bled                | Jugoslavija, danas Slovenija |                            |
| 1990.  | Lake Barrington     | Australija                   |                            |
| 1991.  | Beč                 | Austrija                     |                            |
| 1992.  | Montreal            | Kanada                       | SP u neolimpijskim klasama |
| 1993.  | Račice              | Češka                        |                            |
| 1994.  | Indianapolis,       | SAD                          |                            |
| 1995.  | Tampere             | Finska                       |                            |
| 1996.  | Strathclyde         | Škotska                      | SP u neolimpijskim klasama |
| 1997.  | Aiguebelette-le-Lac | Francuska                    |                            |
| 1998.  | Köln                | Njemačka                     |                            |
| 1999.  | St. Catharines      | Kanada                       |                            |
| 2000.  | Zagreb              | Hrvatska                     | SP u neolimpijskim klasama |
| 2001.  | Luzern              | Švicarska                    |                            |
| 2002.  | Sevilja             | Španjolska                   |                            |
| 2003.  | Milano              | Italija                      |                            |
| 2004.  | Banyoles            | Španjolska                   | SP u neolimpijskim klasama |
| 2005.  | Gifu                | Japan                        |                            |
| 2006.  | Eton                | Ujedinjeno Kraljevstvo       |                            |
| 2007.  | München             | Njemačka                     |                            |
| 2008.  | Ottensheim          | Austrija                     | SP u neolimpijskim klasama |
| 2009   | Poznań              | Poljska                      |                            |
| 2010.  | Hamilton            | Novi Zeland                  |                            |
| 2014.  | Amsterdam           | Nizozemska                   |                            |
| 2015.  | Aiguebelette-le-Lac | Francuska                    |                            |
| 2016.  | Rotterdam           | Nizozemska                   | SP u neolimpijskim klasama |
| 2017.  | Sarasotta           | SAD                          |                            |
| 2018.  | Plovdiv             | Bugarska                     |                            |
| 2019.  | Ottensheim          | Austrija                     |                            |
| 2020.  | Bled                | Slovenija                    | SP u neolimpijskim klasama |
| 2021.  | Šangaj              | NR Kina                      |                            |
| 2022.  | Račice              | Češka                        |                            |
| 2023.  | Beograd             | Srbija                       |                            |
| 2024.  | St. Catharines      | Kanada                       | SP u neolimpijskim klasama |
| 2025.  | Sydney              | Australija                   |                            |